# Nitinol

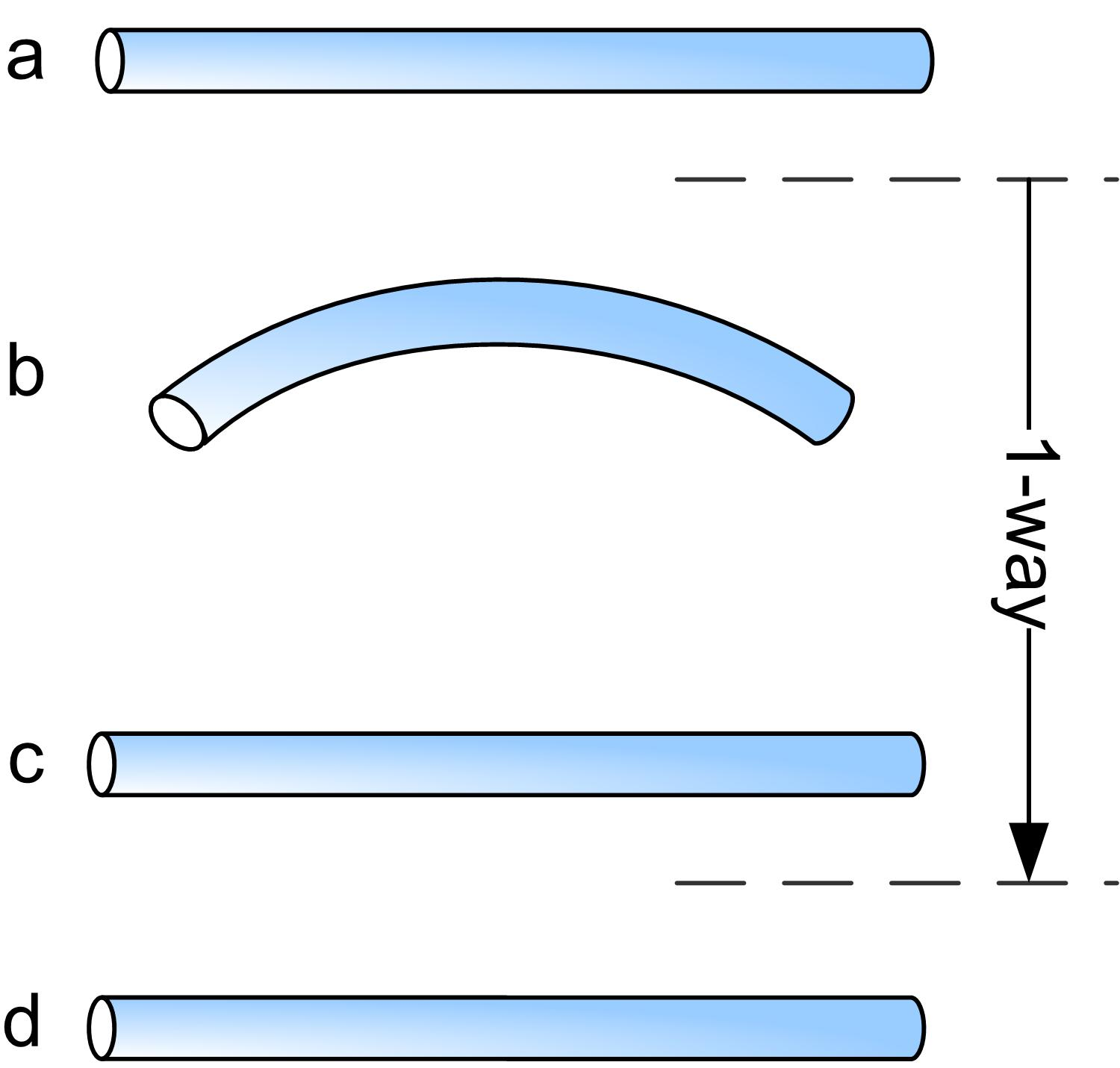
Hoe geheugenmetaal werkt

Nitinol is een legering van nikkel en titanium, gekenmerkt door een geheugeneffect voor de vorm. Onder de overgangstemperatuur heeft het materiaal een martensietstructuur en kan het worden vervormd. Boven die temperatuur verandert de structuur in austeniet, waarin de atomen verder van elkaar af zitten. Bij afkoeling neemt het weer de oorspronkelijke vorm aan.
Nitinol werd oorspronkelijk ontwikkeld voor ruimtevaartapparatuur zoals antennes. 
De antennes kunnen vóór de lancering worden opgevouwen en worden in de ruimte weer uitgevouwen.
Het is daarvoor een geschikt materiaal, omdat het geheugenmetaal altijd de oorspronkelijke vorm weer aanneemt.
Het metaal wordt ook gebruikt voor productie van stents met een geneeskundig doel en in de orthodontie. Orthodontische beugels zijn bedoeld om een voortdurende druk uit te oefenen op de tanden waardoor deze recht gaan staan. Een voordeel van het toepassen van nitinol is dat de beugel minder vaak moet worden vervangen. 